# 1330-ті до н. е.

## Правителі
- фараони Єгипту Аменхотеп IV Ехнатон, Нефернефруатон, Сменхкара, Тутанхамон;
- цар Міттані Шуттарна III;
- цар Ассирії Елліль-нірарі;
- цар Вавилонії Курільгазу ІІ;
- цар Хатті Суппілуліума I.